# Asavela Mbekile
Asavela Shakespeare Mbekile (sinh ngày 1 tháng 11 năm 1986) là một cầu thủ bóng đá người Nam Phi thi đấu cho Mamelodi Sundowns, ở vị trí tiền vệ trung tâm.

## Sự nghiệp
Mbekile từng thi đấu bóng đá cho Ikapa Sporting, FC Cape Town, Chippa United, Moroka Swallows và Mamelodi Sundowns.
Anh ra mắt quốc tế cho Nam Phi năm 2014.